# Thelypteris burkartii
Thelypteris burkartii är en kärrbräkenväxtart som beskrevs av Delia Abbiatti. Thelypteris burkartii ingår i släktet Thelypteris och familjen Thelypteridaceae. Inga underarter finns listade.